# Terry Fullerton
Pour les articles homonymes, voir Fullerton.
Pas d'image ? Cliquez ici
Terry Fullerton, né le 4 janvier 1953 à Londres, est un pilote automobile britannique et manageur de pilotes. Il est notamment connu pour être le rival d'Ayrton Senna pour lequel ce dernier a le plus de respect. Il est sacré champion du monde de karting en 1973.

## Biographie
Terry Fullerton nait en 1953 à Londres. Son grand frère, Alec, participe à des courses de moto avec l'aide de son père, mais meurt à 21 ans après un accident à Mallory Park. Après cet accident, son père refusera à son fils de faire des courses de monoplace ou de moto, où des pilotes meurent fréquemment, et ne l'autorise qu'à rouler en karting. Champion de Grande-Bretagne en 1966, 1967 et 1968, Terry Fullerton passe ensuite au niveau international et participe au championnat du monde de karting qu'il remporte en 1973. Alors que de nombreux jeunes pilotes décident de quitter le karting pour passer en monoplace, Terry Fullerton refuse lui-même ce passage, expliquant que « trois ou quatre pilotes de Formule 1 mouraient chaque année. Ça ne me plaisait pas du tout. Je suppose que l'accident de mon frère a été une sorte de catalyseur à ma pensée. ». Il ajoute : « C’était le sport le plus dangereux du monde, à l’époque. À la fin des années 60 et au début des années 70, c’était un sport mortel. Je m’amusais énormément en karting, je voyageais à travers le monde. J’étais professionnel, j’étais payé, et je profitais de ma vie. ».
En 1978, Terry Fullerton rejoint l'équipe d'usine italienne DAP, et accueille un nouveau jeune coéquipier brésilien, Ayrton Senna da Silva. La relation entre les deux est d'abord amicale en 1978 et 1979, mais devient de plus en plus intense, au fur et à mesure que Senna voit Fullerton comme un rival difficile à battre. Après la Coupe des Champions en 1980, Fullerton dépasse Senna, en force, sans le percuter, malgré la défense du Brésilien. Fullerton s'impose et remporte la victoire devant Senna, provoquant la colère de ce dernier qui poussera Fullerton dans une piscine avec un rire sarcastique, par « revanche ». En 1980, alors que Fullerton mène la finale du championnat du monde, il souffre d'un problème moteur, et finit seulement troisième, alors que Senna est deuxième.
En 1984, alors que Senna arrive en Formule 1, Fullerton, toujours en karting, prend sa retraite. Il crée sa propre équipe, et prend plusieurs pilotes sous son aile. Il entraîne notamment de nombreux pilotes à leurs débuts comme notamment Justin Wilson, Dan Wheldon, Allan McNish ou Paul di Resta. Il vit aujourd'hui à Norwich avec sa femme et a une fille.

## Résultats en compétition
- 1966, 1967, 1968 : Champion de Grande-Bretagne de karting
- 1973 : Champion du monde de karting
- 1980 : 3e du championnat du monde de karting